# Phoeniculidae
- Commons
- Wikispecies

Phoeniculidae é uma família de aves da ordem Bucerotiformes que compreende espécies tropicais encontradas na África subsaariana. Estas aves são vulgarmente conhecidas como zombeteiros. 

## Gêneros
- Phoeniculus Jarocki, 1821 (6 espécies)
- Rhinopomastus Jardine, 1828 (3 espécies)